# トラネキサム酸
トラネキサム酸（トラネキサムさん、Tranexamic acid）は、人工合成されたアミノ酸であり、止血剤・抗炎症剤として出血の予防・治療に用いられる。重度外傷、分娩後出血、外科手術、抜歯、鼻出血、重度月経などに投与される。遺伝性血管浮腫にも使用される。
1962年に岡本彰祐と岡本歌子により開発された。現在WHO必須医薬品モデル・リストに収録されている。日本国内では止血剤としてトランサミンなどの商品名でも販売され、また後発医薬品も存在する。肝斑の適応では第一類医薬品のトランシーノ内服薬が販売されており、ほか美白有効成分として化粧品にも含有される。
副作用はまれ 。血栓症の危険因子がある場合には注意が必要となる。投与経路は、経口、静注など。水に易溶。味は非常に苦いため、経口投与の際はカプセル剤に製剤化される。

## 作用
血中のプラスミノーゲンはフィブリンに結合してプラスミノーゲン活性化因子（tPA、uPA）により活性化され、フィブリンを分解する。トラネキサム酸はここでフィブリンに拮抗してプラスミノーゲンに結合することで活性化を阻害し、これによってフィブリンの分解による出血を抑制する。抗プラスミン剤（antiplasmin）として、一次線溶亢進による異常出血には極めて有効とされる。
トラネキサム酸は、プロテアーゼの阻害剤として認識されているが、プラスミン阻害作用、プラスミノーゲンのプラスミン変換の阻害以外に作用点はない。プラスミンはセリンプロテアーゼに分類されるが、トラネキサム酸はプラスミン以外のセリンプロテアーゼ、例えばトリプシンを阻害しない。

## 薬物動態
血中半減期は1-1.5時間程度であり、3-4時間以内に腎臓から尿中に排出される。腎機能障害のある人の場合は半減期が遅延する。

## 医療用途
全身性線溶亢進が関与すると考えられる出血傾向（白血病、再生不良性貧血、紫斑病など）、局所線溶亢進が関与すると考えられる出血傾向（肺出血、腎出血、鼻出血など）、扁桃腺炎･喉頭炎による咽頭痛、口内炎による口内痛及び口内粘膜アフタなどに適応がある。抗炎症作用として耳鼻科領域の喉の痛みを緩和することは出来るが、解熱作用はない。
外科手術等で身体に侵襲を加えた後の浮腫などの生体反応を抑えるために処方されることもある。

## 一般市販品
喉の痛みや口内炎を抑制する効果があるため、市販の一般用医薬品にも配合される商品がある（例：アリナミン製薬のベンザブロック）。従来からの止血剤としては、歯茎の出血・炎症を抑えるとして、歯磨剤などにも入れられている。 
肝斑（シミ）の治療に内服薬のトランシーノ（第一三共ヘルスケア）が第一類医薬品として販売されている。トラネキサム酸は日本国外で色素沈着の緩和に用いられたことはなかったが、日本では肝斑が薄くなったということから適用外処方されるようになり、『今日の治療指針2007年版』にも内服薬が処方例として掲載されるようになり、臨床試験が行われ、2007年に一般用医薬品として発売された。
トラネキサム酸は化粧品にも配合される。2002年に資生堂の申請で、医薬部外品の美白有効成分として承認を得た。

## 肝斑への有効性
肝斑に対して、トラネキサム酸の注射を2週間ごとに行うことは、49名でのランダム化比較試験 (RCT) で2か月後に、4%濃度のハイドロキノンと比べて肝斑を減少させた程度に有意差はなかった。
2017年の文献レビューでは、肝斑に対して経口、外用共にトラネキサム酸は他の標準的な治療と少なくとも同等に有効で、副作用が少ない可能性がある。2018年のレビューでは、経口のトラネキサム酸は500mgの低用量でも、アジア人の肝斑に対して有効である。2019年の分析では、内服のトラネキサム酸の1日500mg、750mg、1000mg、1500mgの間で服用では肝斑の重症度の指数に有意な差は見られなかった。
内服のトラネキサム酸に、3%濃度のトラネキサム酸外用薬を追加した方が、20%濃度アゼライン酸の外用薬を追加するよりも有効であったという、100名でのランダム化比較試験がある。別の60名でのランダム化比較試験では、肝斑へのトラネキサム酸のマイクロインジェクションでは約35%に改善が見られ、1.5ミリのマイクロニードリングを施した面に同濃度のトラネキサム酸を塗布した方が約44%に改善が見られた。
- 5%濃度のトラネキサム酸の外用あるいは3%ハイドロキノン外用では、3か月後に肝斑の改善に有意差はなかったという100名でのRCTがある[13]。
- 5%トラネキサム酸あるいは2%ハイドロキノンを外用し、3か月後に同様に有意な差がなかったという60名でのRCTがある[14]。

## 副作用
内服薬には、軽い月経の減少や胃の不調がある。併用禁忌薬や、患者の危険因子を慎重により分ければ、それ以外の人では血栓症のリスクは増加されていない。
生体内における線溶（体内で生じた血栓を溶解する生体反応）を抑制する作用があるため、脳血栓や心筋梗塞、血栓性静脈炎などの疾患をもつ人に対しては慎重投与。また、圧迫止血処置を受けている人や、術後臥床状態にある人は静脈血栓を生じやすいので注意が必要である。

## 安全性
- 毒性： LD50(ラット,経口)　>1,000mg/kg（日本医薬品集,7版 p.534）

獣医学分野では、イヌやウシの手術時および出血を伴う疾患の出血防止、哺乳豚の下痢などに使用する。